# 伊利沙伯綫
伊利沙伯綫是英國伦敦交通局的轨道交通线路之一，属于通勤铁路，同時服務希思罗机场。2022年5月24日，過渡性品牌伦敦交通局铁路的全部鐵路服務正式更名为伊利沙伯线，横贯铁路新建路段（帕丁顿-修道院森林）亦开通运营。2022年11月6日，横贯铁路新建路段與東西兩側既有鐵路的聯絡線完工通車，伊利莎伯綫列車服務變更為雷丁 / 希思罗机场 — 修道院森林，以及帕丁頓 — 仙菲尔德。兩種列車服務均會途經倫敦市中心。2023年5月21日，伊利莎伯線列車服務變更為雷丁 / 梅登黑德 / 希思罗机场 — 修道院森林，以及希思罗机场 / 帕丁頓 — 仙菲尔德。
本线得名自伊丽莎白二世，以庆祝她的白金禧年，并感谢她在位期间为英国所做的贡献。
线路自开通至2024年底由港鐵公司的全資子公司港鐵（橫貫鐵路）有限公司运营，2025年5月31日起将交由GTS铁路运营公司（东京地铁、住友商事与前进集团三方合组）接手运营。

## 历史

### 项目的开始
2001年，伦敦交通局成立的伦敦穿城铁路连线小组（CRCL）开启横贯铁路1号线和2号线研究。在2003年到2004年，一场长达50天在30个不同场馆的展览展示了相关的研究成果，为了表示其建设意义。.

### 线路规划扩展
2005年，在横贯铁路提交议案之前，CLRL考虑了帕丁顿以西和利物浦街以东的既有铁路线，其中有每小时12到24趟列车的运行频率。
帕丁顿以西方面，CLRL选择了从帕丁顿到雷丁、希思罗机场的线路。而利物浦街以东，则选择利物浦街到仙菲尔德的线路。

### 獲批動工
2008年7月22日，英国皇室同意了横贯铁路的建设。2008年12月，伦敦交通局宣布他们已经签署了“Crossrail 赞助商协议”。这使他们承诺为该项目提供资金，然后预计将耗资 159 亿英镑，并由Network Rail、BAA和伦敦金融城提供进一步的捐助。

### 施工（横贯铁路）

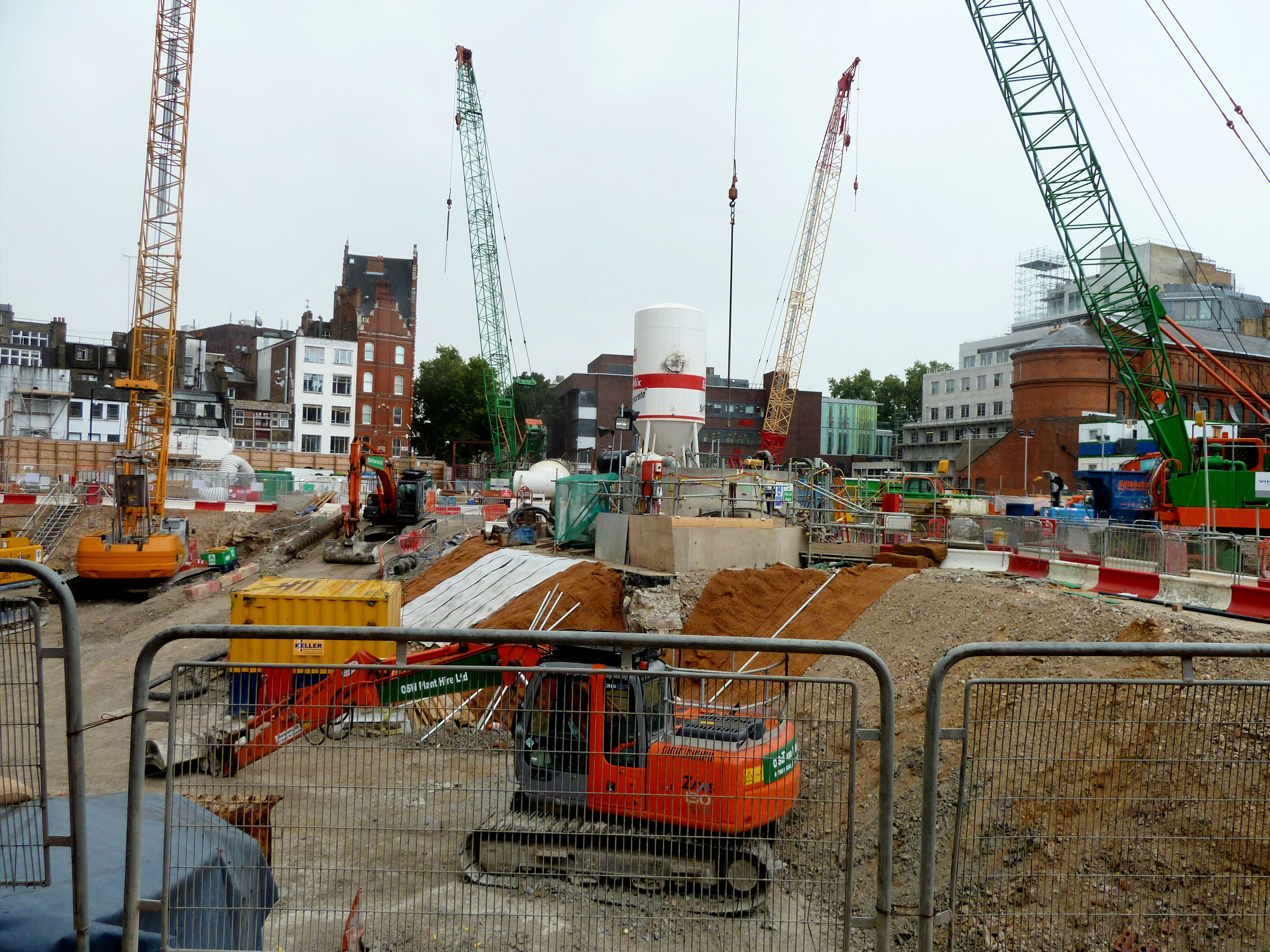
2011年9月，横贯铁路托德罕宫路站施工现场。

2009年5月15日，金丝雀码头站打下第一根桩。
2015年6月，横贯铁路隧道全线洞通2017年9月，铺轨工作完成。ETCS信号于2017年冬在在希思罗隧道进行测试。
2018年8月下旬，在线路核心段预定开通时间的四个月前，宣布延期竣工，2019年秋季前不开通。经过多次延误，2020年8月，横贯铁路工程官方宣布横贯铁路部分准备在2022年上半年开放。
2021年5月，横贯铁路开始使用英铁345型电力动车组试运行（不载客）。
2022年5月17日，伊丽莎白二世前往揭幕仪式，同时纪念她的白金禧年。 她原本没有安排出席活动，但决定与她的儿子愛德華王子一起出席。

### 初期班次（2022年5月24日至11月5日）
2022年5月24日起, 伦敦交通局铁路的全部鐵路服務正式更名为伊利沙伯线，横贯铁路新建路段（帕丁顿-修道院森林）亦开通运营。由于大西部主线-横贯铁路新建路段的联络线，及新建路段-大东部主线的联络线尚未竣工，因此伊利沙伯线由西至東分成三個獨立路段營運：雷丁 / 希斯羅機場 — 帕丁頓（國鐵站）、帕丁頓（伊利莎伯線） — 修道院森林 （經利物浦街（伊利沙伯線））以及利物浦街（國鐵站） — 仙菲爾德。乘客需要於帕丁頓車站或利物浦街車站來往地面（國鐵站）月台及地底（本線）月台以完成路段間的轉乘。初期平日離鋒時段的班次為:
| 希斯羅機場 / 雷丁 至 帕丁頓      | 希斯羅機場 / 雷丁 至 帕丁頓 | 希斯羅機場 / 雷丁 至 帕丁頓 | 希斯羅機場 / 雷丁 至 帕丁頓                      |
| 路線                             | 列車數目（每小時）          | 停靠站 | 列車型號                                         |
| -------------------------------- | --------------------------- | --- | ------------------------------------------------ |
| 雷丁 至 帕丁頓                   | 2                           | - 特懷福德 - 梅登黑德 - 塔普洛 - 柏南 - 斯勞 - 蘭利 - 艾弗 - 西德雷頓 - 海斯及哈靈頓 - 索撒爾 - 伊靈大道 - 在繁忙時間，列車班次會增加至每小時4班 | 英國鐵路345型電力動車組                          |
| 希斯羅機場2及3號航站樓 至 帕丁頓 | 2                           | - 海斯及哈靈頓 - 索撒爾 - 漢威爾 - 西伊靈 - 伊靈大道 - 阿克頓主線 - 希斯羅機場4號航站樓於2022年6月重開 | 英國鐵路345型電力動車組                          |
| 希斯羅機場5號航站樓 至 帕丁頓    | 2                           | - 希斯羅機場2及3號航站樓 - 海斯及哈靈頓 - 索撒爾 - 漢威爾 - 西伊靈 - 伊靈大道 - 阿克頓主線 | 英國鐵路345型電力動車組                          |
| 帕丁頓 至 修道院森林             |                             | |                                                  |
| 路線                             | 列車數目（每小時）          | 停靠站 | 列車型號                                         |
| 帕丁頓 至 修道院森林             | 12                          | - 龐德街 - 托登罕宮路 - 法靈頓 - 利物浦街 - 白教堂 - 金絲雀碼頭 - 海關樓 - 伍利奇 - 只限星期一至六0630-2300服務 - 龐德街站於2022年10月24日啟用 | 英國鐵路345型電力動車組                          |
| 利物浦街至仙菲爾德               |                             | |                                                  |
| 路線                             | 列車數目（每小時）          | 停靠站 | 列車型號                                         |
| 利物浦街至仙菲爾德               | 8                           | - 斯特拉福德 - 馬利蘭 - 森林門 - 曼諾公園 - 伊爾福德 - 七國王 - 古德美 - 查德韋爾希思 - 羅姆福德 - 紀德公園 - 哈羅德伍德 - 布倫特伍德 - 在繁忙時間, 列車班次會增加至每小時12班 - 部分繁忙時間的列車只於利物浦街至紀德公園間運行 - 星期日列車交替以紀德公園、仙菲爾德為總站 | 英國鐵路315型電力動車組、英國鐵路345型電力動車組 |

### 中期班次（2022年11月6日至2023年5月20日）
在繁忙時間，本線中段（帕丁頓至白教堂）東西行每小時曾有24班列車：其中12班於仙菲爾德和帕丁頓間運行, 6班於修道院森林和希斯羅機場間運行，6班於修道院森林和梅登黑德 / 雷丁間運行。來往帕丁頓以西和本線東北分支（斯特拉福德至仙菲爾德各站）的乘客當時需要於中段轉車。阿克頓主線、西伊靈和漢威爾站的乘客來往西德雷頓及以西各站亦需要於海斯及哈靈頓站轉車。

### 国铁中的伦敦交通局铁路线路
尽管伦敦市中心下方的主要隧道尚未开通，但橫貫鐵路東西兩段的既有客运业务从 2015 年 5 月开始就分阶段转移到伦敦交通局以纳入特许经营权。在最初的运营阶段 , 服务由港鐵公司以倫敦交通局鐵路品牌运营。 按照 2007 年将原銀連服务转移到伦敦地上铁时采用的做法，伦敦交通局对未来伊丽莎白线路线上的车站和列车进行了深度清洁，安装了新的售票机和闸机，引入了蠔卡和非接触式支付，并确保 所有车站都配备了工作人员。 既有的机车车辆被重新命名为倫敦交通局鐵路标识。

### 開通歷程
| 阶段  | 地图                                     | 竣工日     | 竣工日         | 竣工日 | 相关事件 |
| 阶段  | 地图                                     | 原定       | 实际           | | 相关事件 |
| ----- | ---------------------------------------- | ---------- | -------------- | --- | --- |
| 0     | Map of the first phase of Crossrail 2015 | 2015年5月  |                | 2015年5月31日 | 以地鐵模式運作、來往利物浦街（國鐵站）和仙菲爾德的既有列車服務營運方由大盎格利亞轉移至倫敦交通局，成為倫敦交通局鐵路 |
| 1     | 橫貫鐵路首階段地圖                       | 2017年5月  |                | 2017年6月22日 | 只有七卡車廂的英國鐵路345型電聯車列車開始於利物浦街（國鐵站）和仙菲爾德間服務 |
| 2a    | 橫貫鐵路第二階段地圖                     | 2018年5月  |                | 2018年5月20日 | 帕丁頓（國鐵站）和希斯羅機場4號航站樓站之間的列車服務營運方由希斯羅連繫（Heathrow Connect）轉為倫敦交通局 希斯羅機場2及3號航站樓站和希斯羅機場4號航站樓站之間的穿梭列車服務營運方由希思羅機場快線轉為倫敦交通局 兩段鐵路均成為倫敦交通局鐵路西段 |
| 5a    | 橫貫鐵路地圖（包括雷丁段）               | N/A        | 2019年12月15日 | 2019年11月25日，第一列前往雷丁的倫敦交通局鐵路列車投入服務 同年12月15日，大部分各站停車、帕丁頓（國鐵站）至雷丁的列車服務營運方由大西部鐵路公司轉移至倫敦交通局鐵路，列車服務最密為每小時4班                                                                     | |
| 2b    | 橫貫鐵路第二階段地圖                     | 2018年5月  | 2020年7月30日  | 英國鐵路345型電聯車列車開始於帕丁頓（國鐵站）和希斯羅機場間運行 | |
| 4a    | 橫貫鐵路首階段地圖                       | N/A        | 2021年5月26日  | 英國鐵路345型電聯車九卡列車開始於利物浦街（國鐵站）和仙菲爾德之間運行 | |
| 3     | 橫貫鐵路第三階段地圖                     | 2018年12月 | 2022年5月24日  | 橫貫鐵路新建路段投入服務; 此段鐵路及既有的倫敦交通局鐵路西段、東段服務均改稱伊利莎伯線 伊利莎伯線列車班次最高為每小時12班，並由西至東分成三個獨立路段營運： 雷丁 / 希斯羅機場 — 帕丁頓（國鐵站） 帕丁頓（伊利莎伯線） — 修道院森林 利物浦街（國鐵站） — 仙菲爾德 | |
| 4b/5b | 橫貫鐵路第五階段地圖                     | N/A        | 2022年11月6日  | 横贯铁路新建路段與其東西兩側既有鐵路的聯絡線完工通車，伊利莎伯線列車服務變更為雷丁 / 希思罗机场 — 修道院森林，以及帕丁頓（伊利莎伯線） — 仙菲尔德。兩種服務均會駛入帕丁頓（伊利莎伯線）至白教堂站一段新建路段，並途經利物浦街（伊利莎伯線月台）。                | |
| 5c    | 橫貫鐵路第五階段地圖                     | 2019年12月 | 2023年5月21日  | 伊利莎伯線列車服務變更為雷丁 / 梅登黑德 / 希思罗机场 — 修道院森林，以及希思罗机场 / 帕丁頓 — 仙菲尔德，並不會有雷丁 — 仙菲尔德的列車服務。 | |

## 基础设施设计

### 名稱消歧義
- 「横贯铁路（Crossrail）」是由倫敦交通局（TfL）全資擁有，为了建設贯穿倫敦东西的鐵路基建項目而成立的子公司和項目名稱，并不是客運服务的名称。
- 「伦敦交通局铁路（TfL Rail）」是一個過渡性品牌，在横贯铁路竣工前，伦敦交通局將準備合併入伊利沙伯綫、從其他專營權取回控制權的客運鐵路服務，分別是：
  - 2015年5月31日起沿大東部幹線接駁利物浦街（國鐵站）至仙菲爾，接替前的專營權屬於阿貝利歐大盎格利亞公司；
  - 2018年5月20日起沿大西部幹線接駁帕丁頓（國鐵站）至希思罗机场，前身為非特快的「希思羅連線」；
  - 2019年12月起沿大西部幹線接駁帕丁頓（國鐵站）至雷丁。
- 「伊丽莎白线（Elizabeth line）」是自2022年5月24日起，接替以上伦敦交通局铁路服務，並加入新開通的帕丁頓（伊利沙伯綫站）至修道院森林區間。

### 车站
| 车站名称                                    | 照片     | 伦敦交通局入驻日期                                  | 换乘线路                                                               |
| ------------------------------------------- | -------- | --------------------------------------------------- | ---------------------------------------------------------------------- |
| 雷丁 Reading                                |          | 2019年12月15日                                      | 縱貫鐵路、大西部鐵路、西南鐵路                                         |
| 特怀福德 Twyford                            |          | 2019年12月15日                                      | 大西部鐵路（泰晤士河畔亨利支線）                                       |
| 梅登黑德 Maidenhead                         |          | 2019年12月15日                                      | 大西部鐵路（馬洛支線）                                                 |
| 塔普洛 Taplow                               |          | 2019年12月15日                                      |                                                                        |
| 柏南 Burnham                                |          | 2019年12月15日                                      |                                                                        |
| 斯勞 Slough                                 |          | 2019年12月15日                                      | 大西部鐵路（溫莎支線）                                                 |
| 蘭利 Langley                                |          | 2019年12月15日                                      |                                                                        |
| 艾弗 Iver                                   |          | 2019年12月15日                                      |                                                                        |
| 西德雷顿 West Drayton                       |          | 2019年12月15日                                      | 大西部鐵路                                                             |
| 希思罗机场5号航站楼 Heathrow Terminal 5     |          | 2020年5月9日                                        | 、希思羅機場快線                                                       |
| 希思罗机场4号航站楼 Heathrow Terminal 4     |          | 2018年5月20日                                       |                                                                        |
| 希思罗机场2·3号航站楼 Heathrow Terminal 2&3 |          | 2018年5月20日                                       | 希思羅機場快線                                                         |
| 海斯及哈灵顿 Hayes & Harlington             |          | 2018年5月20日                                       | 大西部鐵路                                                             |
| 绍索尔 Southall                             |          | 2018年5月20日                                       | 大西部鐵路                                                             |
| 汉威尔 Hanwell                              |          | 2018年5月20日                                       |                                                                        |
| 西伊灵 West Ealing                          |          | 2018年5月20日                                       | 大西部鐵路（格林福德支線）                                             |
| 伊灵大道 Ealing Broadway                    |          | 2018年5月20日                                       | 大西部鐵路、                                                           |
| 阿克顿主线 Acton Main Line                  |          | 2018年5月20日                                       |                                                                        |
| 老橡木公地 Old Oak Common                   | 暂无图片 | 预计2026年                                          |                                                                        |
| 帕丁顿 Paddington                           |          | 大西部主线: 2018年5月20日 横贯铁路: 2022年5月24日   | 帕丁頓站： 站外轉乘 帕丁顿車站：希思羅機場快線、 大西部鐵路 帕丁頓站： |
| 龐德街 Bond Street                          |          | 2022年10月24日                                      | （站外轉乘： 牛津圓環站）                                              |
| 托登罕宫路 Tottenham Court Road             |          | 2022年5月24日                                       | 中央線 · 北線                                                          |
| 法灵顿 Farringdon                           |          | 2022年5月24日                                       | 泰晤士連線、                                                           |
| 利物浦街 Liverpool Street                   |          | 大东部主线: 2015年5月31日 横贯铁路线: 2022年5月24日 | 、 大北方 （站外轉乘： c2c、大盎格利亞；）                             |
| 白教堂 Whitechapel                          |          | 2022年5月24日                                       | 東倫敦線 · 區域線 · 漢默史密斯及城市線                                 |
| 金丝雀码头 Canary Wharf                     |          | 2022年5月24日                                       |                                                         |
| 海關樓 Custom House                         |          | 2022年5月24日                                       | 碼頭區輕軌鐵路                                                         |
| 伍利奇 Woolwich                             |          | 2022年5月24日                                       | 站外轉乘 伍利奇兵工廠： （東南、泰晤士連線）、                         |
| 修道院森林 Abbey Wood                       |          | 2022年5月24日                                       | 東南、泰晤士連線                                                       |
| 斯特拉福德 Stratford                        |          | 2015年5月31日                                       | 東南、泰晤士連線                                                       |
| 馬利蘭 Maryland                             |          | 2015年5月31日                                       |                                                                        |
| 森林门 Forest Gate                          |          | 2015年5月31日                                       | （站外轉乘： 旺斯特德公園）                                            |
| 曼諾公園 Manor Park                         |          | 2015年5月31日                                       |                                                                        |
| 伊爾福德 Ilford                             |          | 2015年5月31日                                       |                                                                        |
| 七國王 Seven Kings                          |          | 2015年5月31日                                       |                                                                        |
| 古德美 Goodmayes                            |          | 2015年5月31日                                       |                                                                        |
| 查德韋爾希思 Chadwell Heath                 |          | 2015年5月31日                                       |                                                                        |
| 羅姆福德 Romford                            |          | 2015年5月31日                                       | 大盎格利亞                                                             |
| 紀德公園 Gidea Park                         |          | 2015年5月31日                                       |                                                                        |
| 哈羅德伍德 Harold Wood                      |          | 2015年5月31日                                       |                                                                        |
| 布倫特伍德 Brentwood                        |          | 2015年5月31日                                       |                                                                        |
| 仙菲爾 Shenfield                            |          | 2015年5月31日                                       | 大盎格利亞                                                             |

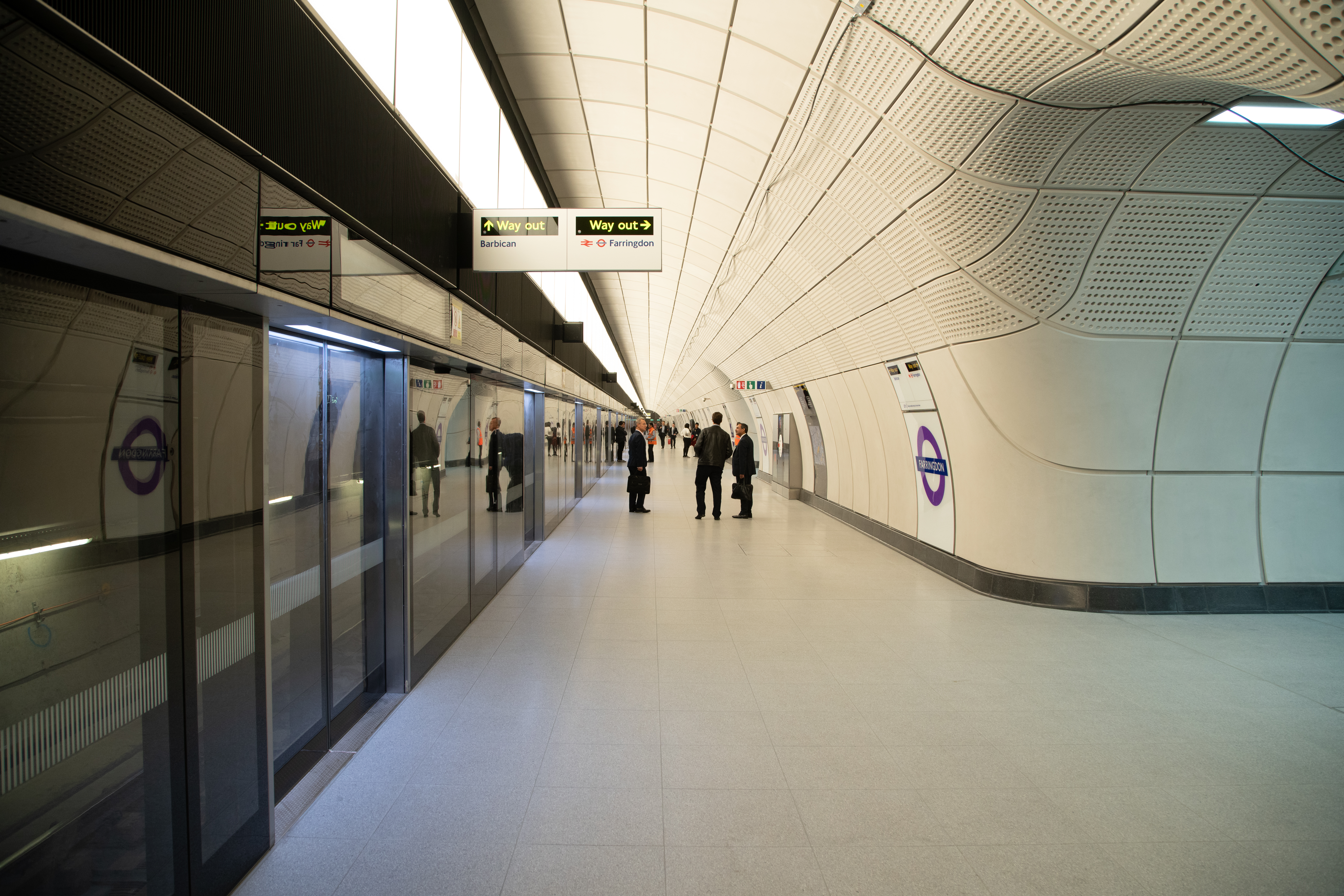
法靈頓站伊利沙伯線月台

其中10个為新建车站，另外31个车站为既有车站。全部车站都安装了闭路电视。由于站台过长，在市区有站台屏蔽门的吊版上会显示指引。全部车站均设有无障碍通道。
儘管本線列車只有約205米長, 新建路段（帕丁頓至修道院森林）各站月台均可容納240米長的列車，以應付將來的需要。在本線東段, 馬利蘭和曼諾公園站月台由於無法延長（在馬利蘭站，由於月台延伸工程成本高昂，不符合效益，因此倫敦交通局決定不延伸該站月台。在曼諾公園站，由於該站附近設有供貨運列車使用的燈泡線，因此亦無法延長月台。）, 因此列車會於該兩站實施選擇性車門操作。
2011年，橫貫鐵路公司曾於貝德福德郡興建實物大的本線新站模型，以保證新車站建築結構可以維持超過一個世紀。橫貫鐵路公司曾計劃將其中一個模型遷至倫敦，使公眾得以在工程開展前觀看新站設計並作出反饋。
2017年7月，倫敦交通局宣佈橫貫鐵路服務將延伸至希斯羅機場第5航廈, 讓將來的伊利沙伯線得以服務希斯羅機場所有航廈。

### 列车

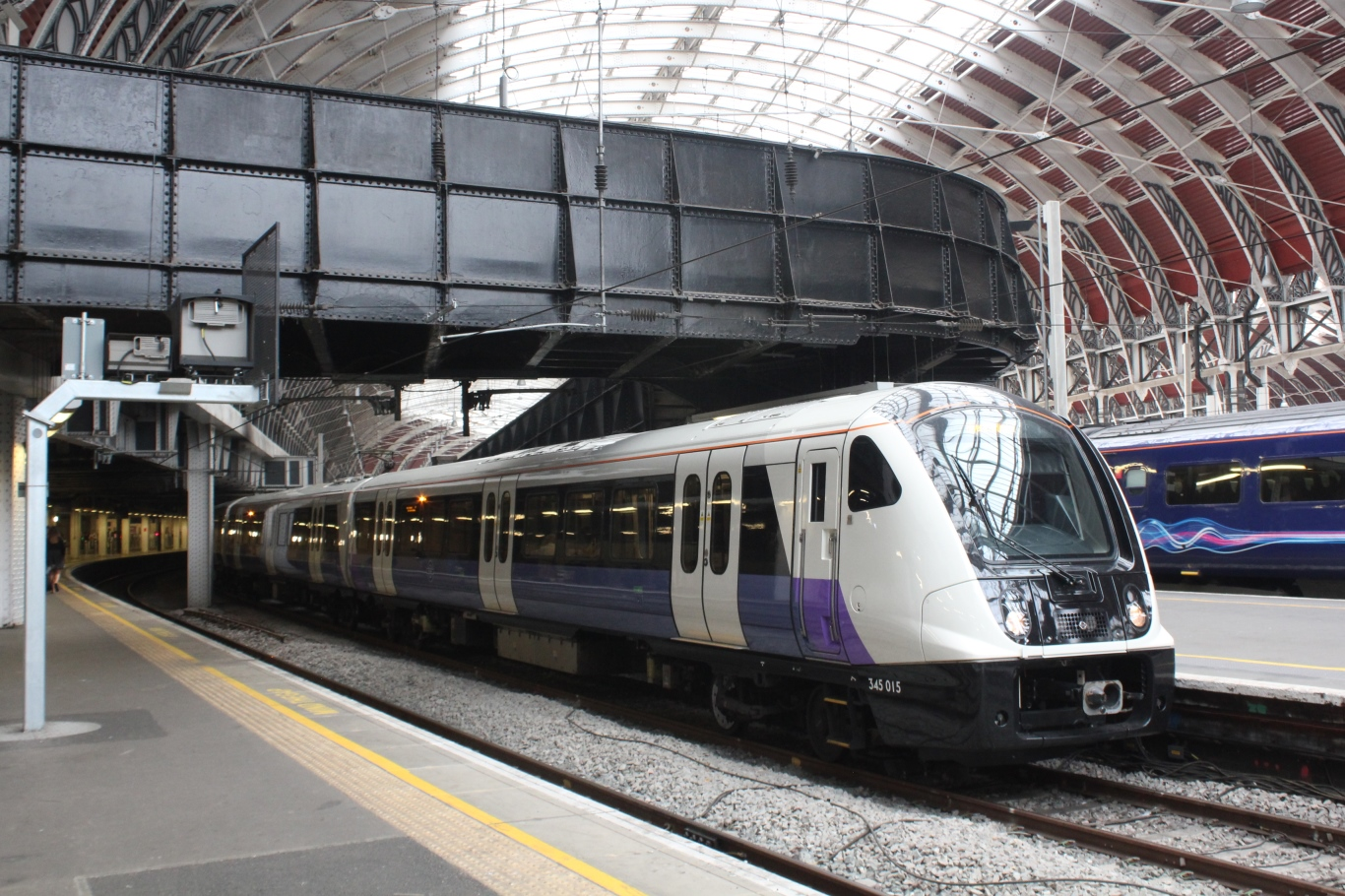
2018年時停泊於帕丁頓總站的英國鐵路345型電力動車組列車

伊利沙伯线总共有70组9节车厢的英国铁路345型电力动车组列车，每组车长达200米，总载客量为1500人。列車車廂採用無障礙設計，並設輪椅專用的空間、列車資訊顯示屏、廣播系統、閉路電視以及在緊急情況可接駁至列車司機的對講機這些列車的最高時速為145公里每小時。
2011年3月, 橫貫鐵路公司宣佈五間公司已入圍競逐製造英國鐵路345型電力動車組及建造相關維修廠的合約。阿爾斯通於2011年7月放棄競逐。2012年2月, 橫貫鐵路邀請 鐵路建設和協助公司、西门子铁路系统、日立製作所和龐巴迪運輸投標, 並預計將於2012 年年中提交標書。。2013年, 西門子亦棄標，但會為橫貫鐵路提供號誌及列車控制系統2013年12月，欧洲投资银行 (EIB) 同意為倫敦交通局提供高達5億英鎊的貸款，以購買本線列車。2014年2月6日, 加拿大的龐巴迪運輸被贈予價值達10億英鎊、製造66列動車組列車的合約。該合約容許倫敦交通局增購最多18列列車（即總數最多為84列）。
2017年6月22日，首輛列車於倫敦交通局鐵路利物浦街至仙菲爾德路段營運。由於當時利物浦街站的月台尚未延長，因此該站未能容納9卡列車，因此當時使用7卡列車營運。
2017年7月，倫敦交通局決定將訂購的列車總數增加至70列
由於部分英國鐵路345型電力動車組需要加掛車廂而未能投入服務，8列英國鐵路315型電力動車組列車（1980-1981年製造）仍然需要於平日繁忙時間服務本線東北段（利物浦街—仙菲爾德）。當足夠的345型列車得以投入服務，這些315型列車就會退役。
| 車型                    | 相片 | 類型   | 最高車速   | 最高車速   | 車廂   | 型號 | 營運路線 | 製造年份  | 運作年份       |
| 車型                    | 相片 | 類型   | 英里每小時 | 公里每小時 | 車廂   | 型號 | 營運路線 | 製造年份  | 運作年份       |
| ----------------------- | ---- | ------ | ---------- | ---------- | ------ | ---- | --- | --------- | -------------- |
| 英国铁路315型电力动车组 |      | 電聯車 | 75         | 120        | 4      | 8    | 利物浦街 — 仙菲爾德 (只限平日)                                                                                   | 1980-1981 | 1980–目前      |
| 英國鐵路345型電力動車組 |      | 電聯車 | 90         | 145        | 7 或 9 | 70   | - 雷丁 – 帕丁頓 - 希斯羅機場4號航站樓 / 希斯羅機場5號航站樓 – 帕丁頓 - 帕丁頓 – 修道院森林 - 利物浦街 – 仙菲爾德 | 2015–2019 | 2017年7月–目前 |
| 英國鐵路345型電力動車組 |      |        |            |            |        |      | |           |                |

### 電動規格與信號系統
本線採用25 kV, 50 Hz AC 架空電纜, 與大東部主線和大西部主線的電氣化路段相同。
本線的希斯羅機場分支於2020年起使用歐洲列車控制系統 (ETCS)。大西部主線及大東部主線則使用列車自動警告系統 (AWS) 和列車保護及警告系統 (TPWS)，並預留日後提升至ETCS的可能性。本線中段及修道院森林分支則安裝了通訊式列車控制 (CBTC)。

### 車廠
本線於西倫敦（老橡公地）、東南倫敦（Plumstead）和東倫敦（伊爾福德）各設有一座車廠

### 行程時間

包含本線的倫敦交通局鐵路圖

| 路線                   | 本線通車前 | 本線通車後 |
| ---------------------- | ---------- | ---------- |
| 帕丁頓至托登罕宮路     | 20         | 4          |
| 帕丁頓至金絲雀碼頭     | 34         | 17         |
| 龐德街至帕丁頓         | 15         | 3          |
| 龐德街至白教堂         | 24         | 10         |
| 金絲雀碼頭至利物浦街   | 21         | 6          |
| 金絲雀碼頭至希斯羅機場 | 55         | 39         |
| 白教堂至金絲雀碼頭     | 13         | 3          |
| 修道院森林至希斯羅機場 | 93         | 52         |

## 线路运作
本線以類似倫敦地鐵的形式服務中段和東段各分支，各站停車。本線西段設有半快速列車服務，來往雷丁/梅登黑德的列車並不會停靠艾弗/塔普洛、漢威爾、西伊靈和阿克頓主線站；來往希思罗机场5號航站樓的列車亦不會停靠紹索爾、漢威爾和阿克頓主線站。
就像泰晤士連線的外圍部分, 本線隧道段以外路段的路軌及月台均與其他鐵路公司共用。大西部鐵路列車會繼續停靠帕丁頓至雷丁一段的車站, 而希思羅機場快線則會繼續於帕丁頓和希斯羅機場間運行。
在繁忙時間，紀德公園至利物浦街車站段每小時會有額外4班列車。這些列車會以利物浦街國鐵站為總站，因此不會停靠白教堂站。
少數於清晨、深夜服務伊利莎伯線西 / 東段的列車則會分別繼續以帕丁頓 / 利物浦街國鐵站（即地面月台）為總站。以利物浦街國鐵站為總站的列車亦不停靠白教堂站。 

### 目前班次
自2023年5月21日起，伊利沙伯線平日非繁忙時段的班次（每小時，單向）如下：
- 2班 雷丁 — 修道院森林，中途不停靠艾弗、漢威爾、西伊靈和阿克頓主線站
- 2班 梅登黑德 — 修道院森林，中途不停靠塔普洛、漢威爾、西伊靈和阿克頓主線站
- 4班 希思罗机场4號航站樓 — 修道院森林，中途停靠沿途各站
- 2班 希思罗机场5號航站樓 — 仙菲爾德，中途不停靠紹索爾、漢威爾和阿克頓主線站
- 6班 帕丁頓（伊利沙伯線） — 仙菲爾德，中途停靠沿途各站

雷丁至西德雷頓各站、漢威爾、西伊靈和阿克頓主線站的乘客如需前往斯特拉福德至仙菲爾德各站，均需要於中段轉車。漢威爾、西伊靈和阿克頓主線站的乘客來往雷丁至西德雷頓各站亦需要於海斯及哈靈頓站轉車。

### 未來班次
老橡公地站落成啟用後，所有列車均會服務該站，而不以雷丁 / 梅登黑德 / 希斯羅機場為終點站的列車將會於該站折返。
2023 年 3 月，英國政府推遲了2號高速鐵路中尤斯頓車站、以及連接老橡公地站和尤斯頓的隧道工程，稱這是“管理通貨膨脹壓力和使車站設計更負擔得起”所必需的。 一期工程將改以伯明翰和老橡公地段通車為優先目標。新計劃中，尤斯頓高鐵站將不早於2035年啟用，意味著高鐵乘客至少到 2035 年均需透過本線來往老橡公地和倫敦市中心。

## 票務
伊利沙伯線票務與倫敦其他交通系統整合，但蠔卡並不適用於西德雷頓（倫敦軌道運輸第6收費區末站）至雷丁一段。在該路段，乘客只可使用現金或非接觸式支付系統支付車資。旅行卡及優惠票證均只適用於大倫敦地區。本線與倫敦地鐵、倫敦地上鐵、碼頭區輕便鐵路和英國國鐵網絡均有連繫。本線亦出現於倫敦地鐵路線圖。
由於希斯羅機場至海斯及哈靈頓站間的鐵路隧道擁有權並不屬於英國鐵路網公司，而是屬於希斯羅機場控股公司，所以希斯羅機場控股公司會向每列駛經該隧道的倫敦交通局列車收取附加費。因此本線來往希斯羅機場的票價亦會較貴。雖然如此，在計算旅行卡、每日/週收費上限時，希斯羅機場各站仍被當作倫敦軌道運輸第6收費區。

## 乘搭量
COVID-19疫情爆发前，伦敦交通局预计铁路开通后的年载客量会突破2亿，有望缓解伦敦铁路线网压力，尤其是中央线。其中法靈頓站为伊丽莎白线与泰晤士連線的主要换乘站，有望成为全英国最繁忙的车站。根据2020年1月伦敦交通局发表的伊丽莎白线商业规划，线路的年利润会从2022/23年度的50亿欧元升到2024/25年度的10亿英镑以上。到正式开通的时候，因应疫情对旅客出行习惯的冲击，伦敦交通局将年度预计载客量下调，估计到2026年会有1.3亿到1.7亿名旅客访问。

## 未來規劃
在伊利沙伯線全線正式營運前、該線新建路段的工程項目橫貫鐵路尚未完工時，就已有多項計劃希望為鐵路新增車站或作出延伸。除了新增老橡公地站的工程正在進行外，其他新設車站或延伸路線的計劃並未落實動工。

### 新增車站

#### 老橡公地站
連接倫敦和伯明翰的2號高速鐵路將會於帕丁頓和阿克頓主線站之間設立老橡公地站。該站將會連結高鐵、伊利沙伯線、大西部主線、以及倫敦地上鐵的鄰近路線。橫貫鐵路的老橡公地站會於2號高速鐵路同步於2026年開通。該站初步的建造工程已於2019年開始。

#### 倫敦城市機場站
雖然橫貫鐵路皇家碼頭段（位於海關樓及伍利奇站之間）一段走線非常靠近倫敦城市機場，但沒有設站以直接服務倫敦城市機場。倫敦城市機場提議重開銀城（Silvertown）火車站，以便乘客使用該鐵路來往機場。 2006年，紐漢區議會「原則上」支持自籌 5000 萬英鎊以興建車站的計劃。2012 年，橫貫鐵路曾為增設銀城站作出規劃。然而，機場當局指倫敦交通局對增設銀城站的想法持敵對態度，倫敦交通局則對此提出異議。
2018 年，倫敦城市機場的首席業務發展官曾指機場缺少橫貫鐵路車站為「錯失良機」，但不排除該線未來於機場設站的可能性。機場的首席執行官在接受採訪時表示，車站對於機場的成功並不是必不可少的。2019 年 5 月，首席業務發展官證實，機場正與倫敦交通局商討，把增設倫敦城市機場站納入擬議的埃布斯弗利特延伸計劃的一部分。

### 延伸計劃

#### 延伸至埃布斯弗利特、格雷夫森德
2003、2004年就橫貫鐵路展開的公眾諮詢中，鐵路走線曾於修道院森林以東繼續沿北肯特線延伸至埃布斯弗利特，並連接當時仍在興建中的1號高速鐵路。然而，為了減少整體工程開支，2005年呈交予英國國會的橫貫鐵路混合法案中，修道院森林以東路段均被刪除。雖然如此，英國運輸部仍為該路段作出保障，以免未來的發展阻礙橫貫鐵路東延至埃布斯弗利特及格雷夫森德。
隨著橫貫鐵路項目在 2018 年接近完成，當地議員、議會領袖和當地企業開始遊說政府撥款為橫貫鐵路埃布斯弗利特延伸計劃進行商業論證。倫敦市長簡世德亦將該項目納入其交通戰略計劃。市長的交通戰略估計，延線可以為貝克斯利區和北肯特郡沿線提供 55,000 個新住宅和 50,000 個新工作崗位。2019 年 3 月，作為泰晤士河口 2050 年增長委員會的一部分，政府承諾投入 480 萬英鎊用於延線的勘探工作。

#### 延伸至西海岸主線
英國鐵路網公司於2011年7月出版的倫敦及東南路線利用策略（Route Utilisation Strategy）曾建議於西海岸主線及橫貫鐵路之間興建連接線，使現時來往米爾頓凱恩斯中央站和倫敦尤斯頓車站的列車可以改道至老橡公地、中倫敦、仙菲爾德及修道院森林。報告指出這可為尤斯頓車站釋出空間供2號高速鐵路使用、減少尤斯頓附近倫敦地鐵站的擁擠情況、更好地利用橫貫鐵路於帕丁頓以西的運量，並加強希思羅機場與倫敦以北地區的連繫。在此建議中，所有西行列車均不會以帕丁頓為總站。這些列車會繼續駛至希思羅機場（每小時10班）、梅登黑德或雷丁（每小時6班）及米爾頓凱恩斯中央（每小時8班）。
2014年8月，時任英國運輸大臣帕特里克·麥克洛克林透露政府正積極評估橫貫鐵路延伸至特靈（Tring）及米爾頓凱恩斯中央、並於溫布利中央、哈羅及威爾德斯通、布希、沃特福德交匯、赫默爾亨普斯特德、布萊奇利等地設站的可能性。 這將紓緩倫敦地鐵及倫敦尤斯頓車站的客流壓力，並增加鐵路路線間的連通性。政府興建此延線的條件是延線帶來的額外列車服務將不會影響已有路線所規劃的列車班次及車資。
2016年8月，帕特里克·麥克洛克林指上述計劃因為「對納稅人而言不具成本效益」而被中止。

#### 延伸至斯坦斯
在2017年建議的希思羅南部鐵路（Heathrow Southern Railway）計劃中，橫貫鐵路將由希思羅機場西延至斯坦斯，並以斯坦斯為總站。該計劃將為斯坦斯站興建一座新月台，並為西倫敦及薩里郡提供直接前往希思羅機場的鐵路通道。該計劃並未獲得批准或撥款。

#### 延伸至紹森德機場
紹森德機場的營運方曾建議橫貫鐵路延伸至紹森德機場，使希思羅機場與紹森德機場之間有直接的鐵路連繫。營運方認為這將有助紓緩希思羅機場運量不足的情況。橫貫鐵路延伸至紹森德機場的計劃曾獲濱海紹森德市議會支持。

## 來源

### 通用來源
- . Network Rail: 9. 2011-07-28  [2017-11-28]. （原始内容存档于2017-11-28）.
- . The National Archives.   [2022-05-27]. （原始内容存档于2022-05-02）.
  - . （原始内容存档于2009-02-13）.
- . 英國廣播公司. 2004-06-20  [2022-05-27]. （原始内容存档于2017-09-02）.
- Geoghegan, Tom. . 英國廣播公司. 2004-06-20  [2022-05-27]. （原始内容存档于2006-02-20）.
- . 英國廣播公司. 2005-02-13  [2022-05-27]. （原始内容存档于2022-05-15）.
- . 英國廣播公司. 2005-02-22  [2022-05-27]. （原始内容存档于2006-03-03）.
- . 英國廣播公司. 2005-04-07  [2022-05-27]. （原始内容存档于2022-05-15）.
- . 英國廣播公司. 2005-05-17  [2022-05-27]. （原始内容存档于2006-06-27）.
- . 英國廣播公司. 2012-01-02  [2022-05-27]. （原始内容存档于2016-04-10）.
- . 英國廣播公司. 2013-01-25  [2013-01-26]. （原始内容 (video)存档于2015-09-26）.